# Игнасио-Сарагоса (Чиуауа)
Игнасио-Сарагоса (исп. Ignacio Zaragoza) — посёлок в Мексике, штат Чиуауа, входит в состав одноимённого муниципалитета и является его административным центром. Численность населения, по данным переписи 2010 года, составила 3518 человек.

## Общие сведения
Название Ignacio Zaragoza дано в честь знаменитого генерала Мексики — Игнасио Сарагоса.
Поселение было основано в 1922 году группой крестьян во главе с Хосе Мария Флоресом и Симоном Теном. В июле 1929 года им была предоставлена земля для сельхозработ, а в июле 1941 года был образован собственный муниципалитет.